# Скёйен Андерсен, Якоб
Якоб Скёйен Андерсен (норв. Jakob Schøyen Andersen; род. 3 марта 1990) — норвежский актёр. Сын актрисы Хейе Скёйен и музыканта Арильда Андерсена.
Дебютировал в кино в 2001 году, снявшись в одной из главных ролей (Гарри-Динамита) в приключенческом сериале для детей «Банда Ольсена-младшего», а также в двух полнометражных фильмах с теми же персонажами, вышедших в 2003—2004 гг.
В 2008—2009 гг., обучаясь в средней школе Эльвенбаккен в Осло, был сценаристом и ведущим актёром в школьном эстрадном шоу — став, по мнению газеты Aftenposten, одним из лучших эстрадных артистов норвежской столицы.
В 2011—2014 гг. один из постоянных участников молодёжной юмористической телепередачи Команда, в первом выпуске передачи вместе с Фритьофом Йозефсоном исполнил музыкальный номер «У меня не встаёт на выборы» (англ. I can't get erection from the election).
В 2015 году вместе со своей партнёршей по передаче «Команда» Сесилией Стейнман Несс выступил в качестве ведущего на церемонии вручения главной норвежской премии в области телевидения «Золотой экран».